# SOR LC 9,5
SOR LC 9,5 - autobusy dalekobieżne i turystyczne, produkowane w SOR Libchavy od 1998 roku. Mają 9,5 metra długości oraz 38 miejsc siedzących.
Autobusy te eksploatowane są głównie w Czechach i na Słowacji. Obecnie w Polsce są eksploatowane w przedsiębiorstwach PKS.

## Galeria

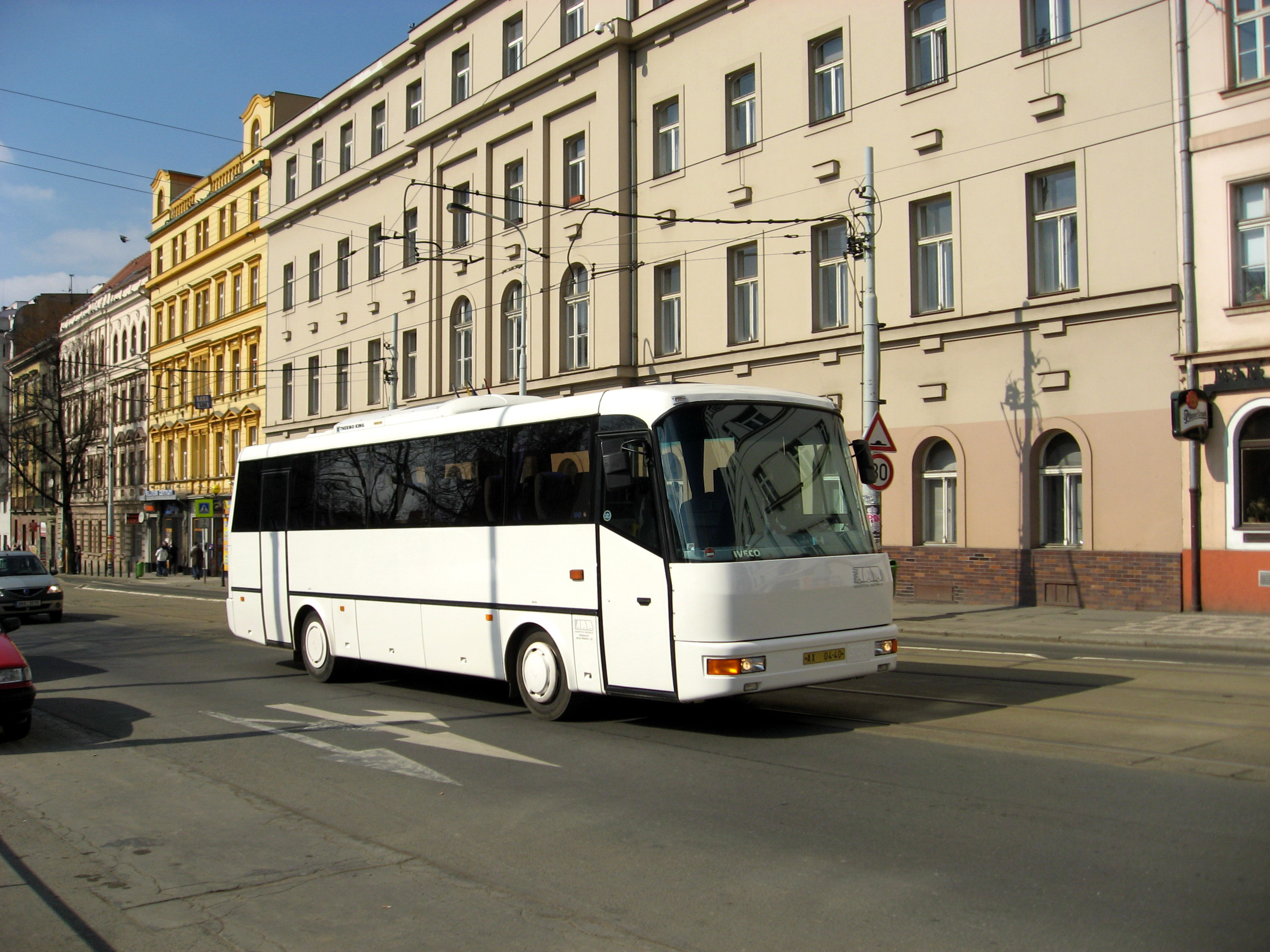
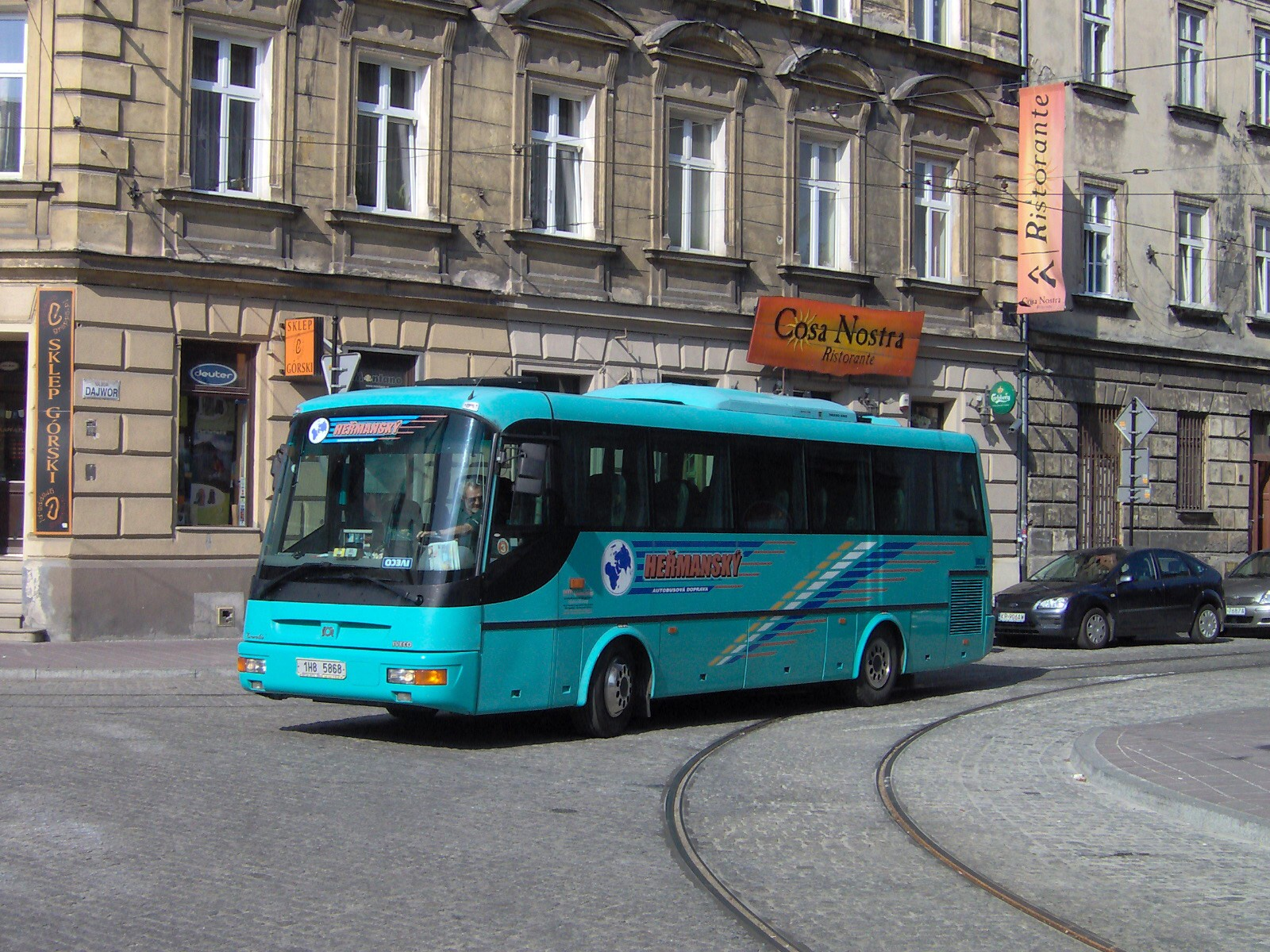